# Gabriel Ensenyat Pujol
Gabriel Ensenyat Pujol (Andratx, 1961) és un historiador mallorquí.
Es llicencià en història a la Universitat de les Illes Balears (1961). L'any 1990 es doctorà amb la tesi La reintegració de la Corona de Mallorca a la Corona d'Aragó (1343-1349). A partir de 1989 exerceix de docent a la Universitat de les Illes Balears. L'àmbit de les seves recerques ha estat la història medieval i la literatura i la cultura catalana medieval a Mallorca. Ha publicat nombrosos articles a revistes especialitzades. Va ser col·laborador de l'Enciclopèdia de Mallorca.

## Obres
- Ferrando Valentí i la seva família. Barcelona: Abadia de Montserrat, 1996.ISBN 84-7826-750-6. Amb Maria Barceló Crespí.
- La reintegració de la corona de Mallorca a la corona d'Áragó, 1343-1349. Palma: Editorial Moll, 1997. ISBN 84-273-4041-9.
- La literatura catalana medieval a Mallorca. Palma : El Tall, 1999. ISBN 84-87685-83-8.
- El nous horitzons culturals a Mallorca al final de l'edat mitjana. Palma: Documenta, 2000. ISBN 84-89067-86-4.
- Història de la literatura catalana a Mallorca a l'Edat Mitjana. Palma: El Tall. 2001. ISBN 84-87685-95-1.
- Cançó de la croada contra els albigesos. Guillem de Tudela i autor anònim. A cura de Vicent Martines i Gabriel Ensenyat. Barcelona: Proa, 2003. ISBN 84-8437-548-X.
- Clergues il·lustrats. Un cercle humanista a l'entorn de la Seu de Mallorca (1450-1550). Palma: Capítol catedralici de Mallorca, 2013. Amb Maria Barceló Crespí. ISBN 978-84-616-5036-1
- Fuster i els mallorquins. El debat identitari a la Mallorca tardofranquista. València: Tres i Quatre, 2022. Premi Joan Fuster d'assaig. ISBN 978-84-17469-52-8.